# Siwa Baszta

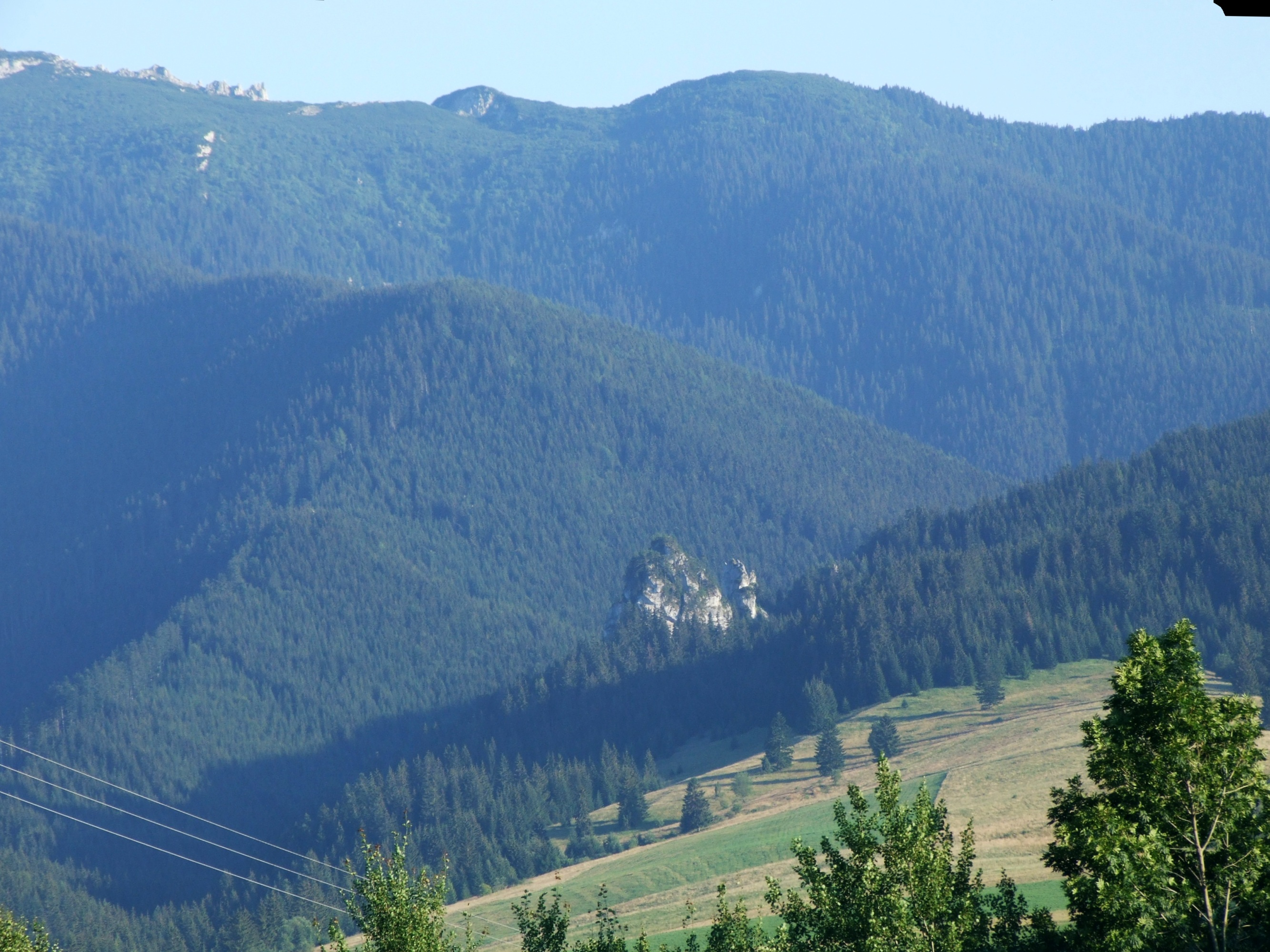
Siwa Baszta i Dolina Siwa

Siwa Baszta (słow. Sivá bašta, Margita, 1030 m n.p.m.) – turnia nad Doliną Siwą w słowackich Tatrach Zachodnich. Znajduje się na północnym końcu Upłazików (Upłazkowej Grani), gdzie stanowi najwybitniejszą formację skalną. Od kolejnej turni w tym grzbiecie (Koruna, 1022 m) oddzielona jest porośniętym drzewami siodłem (995 m). Jest jedną ze skał zwanych Kamiennym Mlekiem (Kamenné mlieko). Nazwa tych skał jest ludowego pochodzenia. Na dawnych mapach austriackich figurowały pod błędnym określeniem Obleko, sprostował je dopiero Tadeusz Zwoliński w 1936 r.
Na całym dolnym, opadającym do Doliny Siwej wschodnim stoku Upłazkowej Grani, na którym znajduje się Siwa Baszta i Kamienne Mleko, w 1974 r. utworzono rezerwat ścisły Rezervácia Úplazíky, w 1987 całą dolinę (powyżej granicy lasu) włączono w obszar Tatrzańskiego Parku Narodowego. Dawniej, przed utworzeniem rezerwatu ścisłego, w Dolinie Siwej wydobywano wapienie, przetapiane później w pobliskim wapienniku. Rejon ten utworzony jest ze skał węglanowych. Występują tutaj rzadkie w Tatrach cisy, znaleziono też gniazdo orła. Na wierzchołkowym plateau Siwej Baszty rosną m.in. sesleria skalna, goździk postrzępiony wczesny, kostrzewa tatrzańska, posłonek rozesłany wielkokwiatowy, pierwiosnek łyszczak, przelot alpejski, dzwonek drobny, przytulia nierównolistna, rojownik włochaty, mokrzyca Kitaibela, zerwa kulista, krzyżownica gorzka, kokoryczka wonna, sasanka słowacka, driakiew lśniąca, macierzanka nadobna, zawilec żółty, jałowiec pospolity, fałdziec pomarszczony oraz porosty z rodzaju chrobotek i pawężnica.
Dolina Siwa jest niedostępna dla turystów, ale wystająca ponad las Siwa Baszta jest dobrze widoczna z wielu miejsc szosy Sucha Góra – Zuberzec.

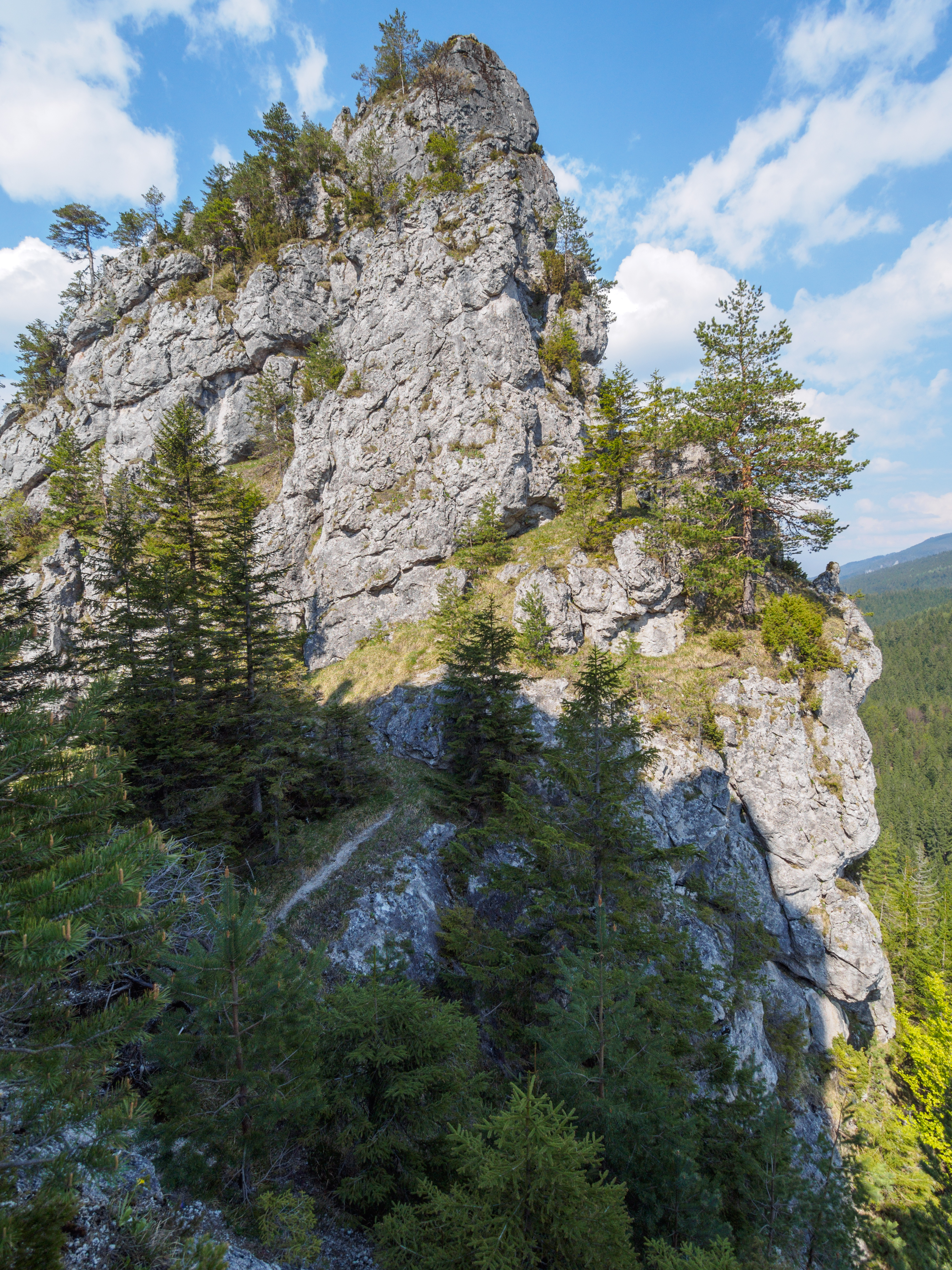
Siwa Baszta